# Försvarsindustri
Försvarsindustri – även vapenindustri, militärindustri, krigsindustri, rustningsindustri, etc – är de industrier som förser försvarsmakter och med försvarsmateriel. Inom ramen för försvarsmateriel ryms krigsmateriel och produkter med dubbla användningsområden (PDA).
Exempel på den historiska svenska försvarsindustrin kan nämnas Bofors, Carl Gustaf, FFV, Flygmotor i Trollhättan, Husqvarna, Hägglunds, Kockums, Landsverk och Saab, bland otals andra.

## Definition och omfattning
Försvarsmarknaden som försvarsindustriföretagen verkar på definieras som "marknaden för varor och tjänster som är av försvarsspecifik karaktär, dvs. är anpassade för det militära försvarets behov, eller som omfattas av särskilda krav på till exempel försörjningssäkerhet".
Försvarsindustrin kan, beroende på land, bestå av privata företag, eller företag eller industrier som är helt eller delvis statligt ägda. En trend under senare decennier har dels varit att försvarsindustrin utvecklas i riktning mot multinationella företag (en trend som kommit senare än i många andra industribranscher), och dels att försvarsindustrin i ökad utsträckning säljer tjänster till försvarsmakterna. Dessa tjänster gäller exempelvis logistik och underhåll, som i viss utsträckning outsourcas till försvarsindustrin istället för att utföras av försvarsmakterna själva eller i annan statlig myndighetsregi.
En del tjänster utförs numera även i operationsområden under pågående militär operationer, vilket för några decennier sedan var mycket ovanligt. Denna trend har också inneburit att definitionen av försvarsindustrin i stor mån breddats till andra företag än de traditionella tillverkande försvarsindustrierna. Samtidigt anser vissa traditionella försvarsindustrier sig mer som säkerhetsföretag. Företagen på försvarsmarknaden tillverkar inte bara vapensystem och liknande (krigsmateriel), utan även teknologi som tillverkats civilt men kan ha en militär tillämpning (produkter med dubbla användningsområden). Kategoriseringen görs främst inom ramen för exportkontrollen.

## Världens största vapenexportörer
Lista över de 10 länder med störst vapenexport 2020 samt utveckling av deras export under perioden 2010-2020. Baserat på SIPRI:s Arms Transfers Database. Siffror är i miljoner US dollar. 
| Rankning 2020 | Land           | 2010 | 2011  | 2012  | 2013  | 2014   | 2015   | 2016  | 2017   | 2018  | 2019   | 2020  |
| ------------- | -------------- | ---- | ----- | ----- | ----- | ------ | ------ | ----- | ------ | ----- | ------ | ----- |
| 1             | USA            | 8098 | 9104▲ | 9163▲ | 7687▼ | 10470▲ | 10484▲ | 9894▼ | 12070▲ | 9895▼ | 10788▲ | 9372▼ |
| 2             | Ryssland       | 6172 | 8695▲ | 8480▼ | 8107▼ | 5468▼  | 5483▲  | 6432▲ | 6088▼  | 6753▲ | 5226▼  | 3203▼ |
| 3             | Frankrike      | 898  | 1752▲ | 1025▼ | 1511▲ | 1734▲  | 2013▲  | 2226▲ | 2359▲  | 1784▼ | 3269▲  | 1995▼ |
| 4             | Tyskland       | 2745 | 1349▼ | 816▼  | 722▼  | 1785▲  | 2049▲  | 2813▲ | 1944▼  | 1070▼ | 978▼   | 1232▲ |
| 5             | Spanien        | 262  | 1428▲ | 545▼  | 733▲  | 1051▲  | 1162▲  | 471▼  | 820▲   | 1025▲ | 989▼   | 1201▲ |
| 6             | Sydkorea       | 197  | 331▲  | 218▼  | 235▲  | 163▼   | 105▼   | 534▲  | 742▲   | 1056▲ | 693▼   | 827▲  |
| 7             | Italien        | 516  | 918▲  | 746▼  | 867▲  | 743▼   | 570▼   | 802▲  | 791▼   | 535▼  | 321▼   | 806▲  |
| 8             | Kina           | 1496 | 1338▼ | 1728▲ | 2055▲ | 1360▼  | 1966▲  | 2123▲ | 1438▼  | 1169▼ | 1472▲  | 760▼  |
| 9             | Nederländerna  | 370  | 546▲  | 858▲  | 374▼  | 631▲   | 461▼   | 471▲  | 1050▲  | 448▼  | 238▼   | 488▲  |
| 10            | Storbritannien | 1151 | 1040▼ | 934▼  | 1645▲ | 1644▼  | 1214▼  | 1393▲ | 1237▼  | 703▼  | 907▲   | 429▼  |

## Världens största vapenimportörer
Lista över de 10 länder med störst import av vapen 2020 samt värde av denna i miljoner US dollar. Baserat på SIPRI:s Arms Transfers Database
| Rankning 2020 | Land           | Import 2020 |
| ------------- | -------------- | ----------- |
| 1             | Indien         | 2799        |
| 2             | Saudiarabien   | 2466        |
| 3             | Australien     | 1658        |
| 4             | Sydkorea       | 1317        |
| 5             | Egypten        | 1311        |
| 6             | Kina           | 811         |
| 7             | Qatar          | 783         |
| 8             | Storbritannien | 764         |
| 9             | Pakistan       | 759         |
| 10            | Japan          | 724         |

## Sveriges försvarsindustri
Sveriges historiska alliansfrihet och tidigare neutralitetspolitik som säkerhetspolitisk strategi har lagt grunden för en stark inhemsk försvarsindustri, då neutraliteten i hög grad krävde självförsörjning på försvarsmateriel då man inte vill göra sig beroende av andra länder. På senare år har Sverige dessutom utvecklats till en av världens största exportörer av försvarsmateriel i förhållande till BNP och capita. Åren 2001 till 2011 fyrdubblades svensk krigsmaterielexport. Branschorganisationen Säkerhets- och försvarsföretagen (SOFF) redovisar i siffror från 2021 att de över 150 medlemsföretagen på försvarsmarknaden omsatte totalt 47 972 miljoner kronor.
Under 2020 fanns det 293 stycken svenska företag, myndigheter och privatpersoner registrerade som innehade tillverknings- eller tillhandahållandetillstånd för krigsmateriel. Dessa står under tillsyn av Inspektionen för strategiska produkter (ISP) och är skyldiga att lämna redovisningar till myndigheten. Försvarsindustrin omsatte år 2020 30,5 miljarder svenska kronor för fakturerad krigsmateriel inom och utom Sverige. Försvarsindustrin säger sig vara den mest forskningsintensiva branschen i Sverige i förhållande till omsättning. 18% av omsättningen läggs på forskning och utveckling. Av branschens cirka 30 000 anställda så är en tredjedel ingenjörer.
Exporten av försvarsmateriel är strikt bevakad av exportkontrollen, vilket är ett tillståndsförfarande som bygger på både internationella och nationella regelverk. Syftet med exportkontrollen är att säkerställa icke-spridning, alltså att det som exporteras hamnar hos avsedd mottagare och används för det avsedda syftet. Exportkontrollregelverket är komplext ur många aspekter, men kanske framförallt avseende vilken teknologi som behöver kontrolleras. Det finns två huvudkategorier, krigsmateriel och produkter med dubbla användningsområden (PDA), där den senare innefattar civil teknologi som kan ha en militär tillämpning. Gråzonen i vad som utgör PDA är stor i och med framväxande teknologier såsom autonoma system och artificiell intelligens. Exporttillstånd ges av ISP och varje enskild exportaffär bedöms enskilt och med utgångspunkt ur Sveriges försvars-säkerhets- och utrikespolitiska intressen samt utifrån gällande regelverk.

### Sveriges största försvarsföretag

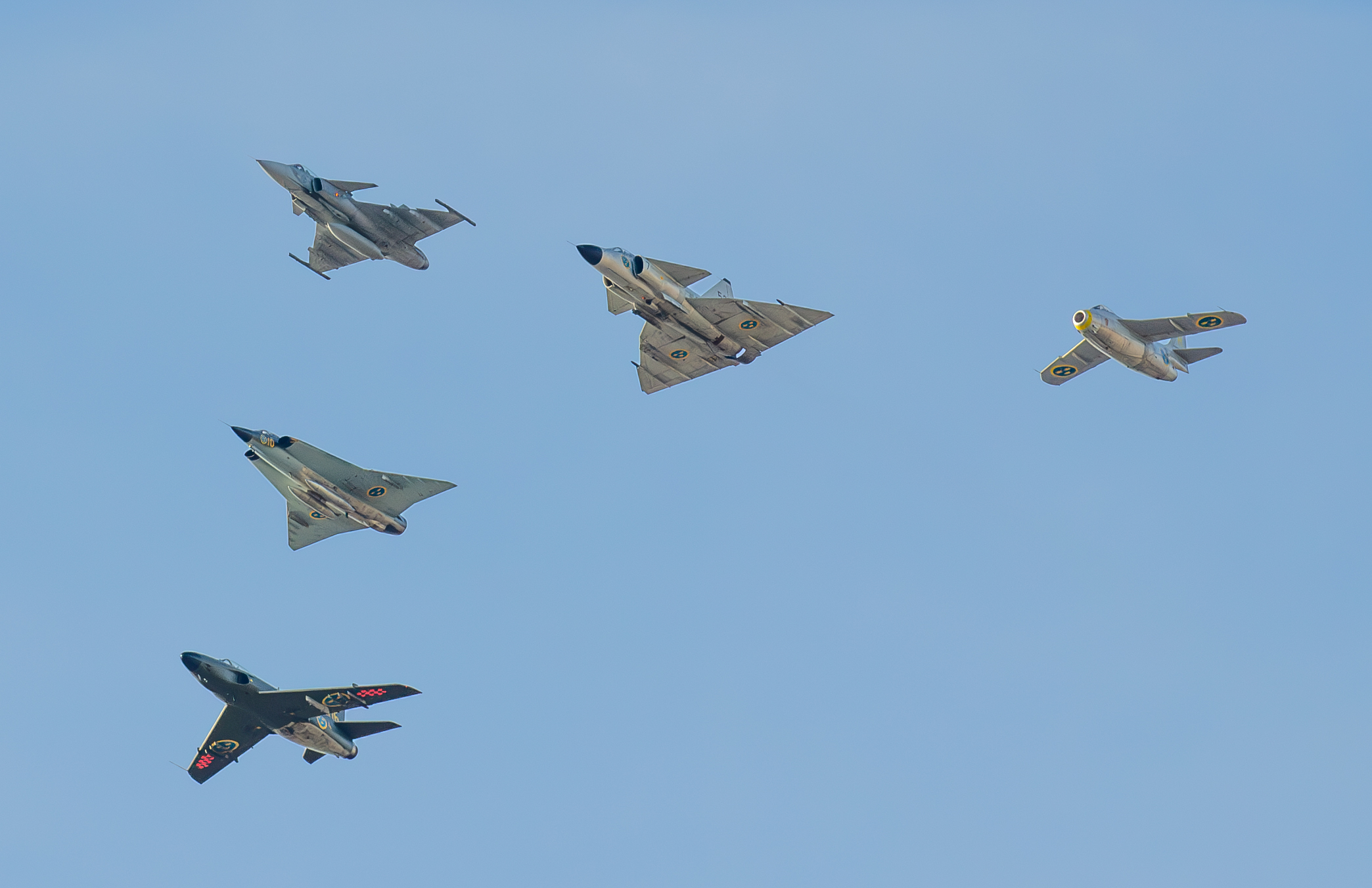
Fem av Saab:s klssiska jakt- och attackflygplan under en uppvisning över Stockholm i samband med att Carl XVI Gustaf firade 50 år på tronen 2023.

Ett mindre antal företag står för merparten av den svenska omsättningen inom försvarsindustrin. De fem största försvarsföretagen och myndigheterna inom och utom landet sett till fakturerad försvarsmateriel under 2020 visas i tabellen nedan.
|   | Företag                  | Värde         | Huvudsakligt materielområde  |
| - | ------------------------ | ------------- | ---------------------------- |
| 1 | Saab AB, Aeronautics     | 6 716 460 038 | Stridsflygplan               |
| 2 | Saab AB, Surveillance    | 5 611 284 478 | Sensor- och ledningssystem   |
| 3 | Saab Dynamics AB         | 3 722 564 528 | Missil- och markstridssystem |
| 4 | Saab Kockums AB, Malmö   | 2 215 940 000 | Yt- och undervattensfartyg   |
| 5 | BAE Systems Hägglunds AB | 1 844 598 216 | Bepansrade fordon            |

### Kontroverser
Boforsaffären avslöjades på 1980-talet, och omfattade vapensmuggling till diktaturer, och mutor till Indiska beslutsfattare. Stora dolda belopp har överförts från BAE Systems till beslutsfattare i tre av de fyra länder till vilka Saab 39 Gripen har exporterats eller hyrts ut, samt även till Grekiska makthavare i samband med försäljning av radarsystemet Erieye. År 2012 avslöjades Projekt Simoom eller Saudiaffären som var ett kontroversiellt samarbete mellan Totalförsvarets forskningsinstitut (FOI) och Saudiarabien i syfte att bygga en vapenfabrik i Saudiarabien.